# Апулей
Лýцій Апуле́й (лат. Apuleius; близько 125—170 років) — римський письменник, родом з Північної Африки, філософ-платонік, ритор, писав грецькою і латиною.

## Біографія
Дані про біографію Апулея взяті з його творів. Син заможних батьків. Народився в роки правління Адріана, творив за царювання Антоніна Пія та Марка Аврелія. Рідне місто Апулея — Мадавр — входило в римську колонію в Нумідії. Здобувши освіту в Карфагені та відшліфував її в подорожах по Сходу, Елладі, Італії. Потрапивши до Рима, бездоганно оволодів латинською мовою. Певний час виступав у суді, але з невідомих причин був змушений повернутися на батьківщину. Одружившись з багатою і значно старшою за нього вдовою Пудентіллою, був звинувачений її спадкоємцями в тому, що «причарував» до себе цю жінку. Був виправданий, але репутація мага-інтелектуала залишилася з ним протягом усього життя (навіть коли він обійняв у Карфагені видатну й почесну тоді посаду головного жерця провінції).

## Творчість

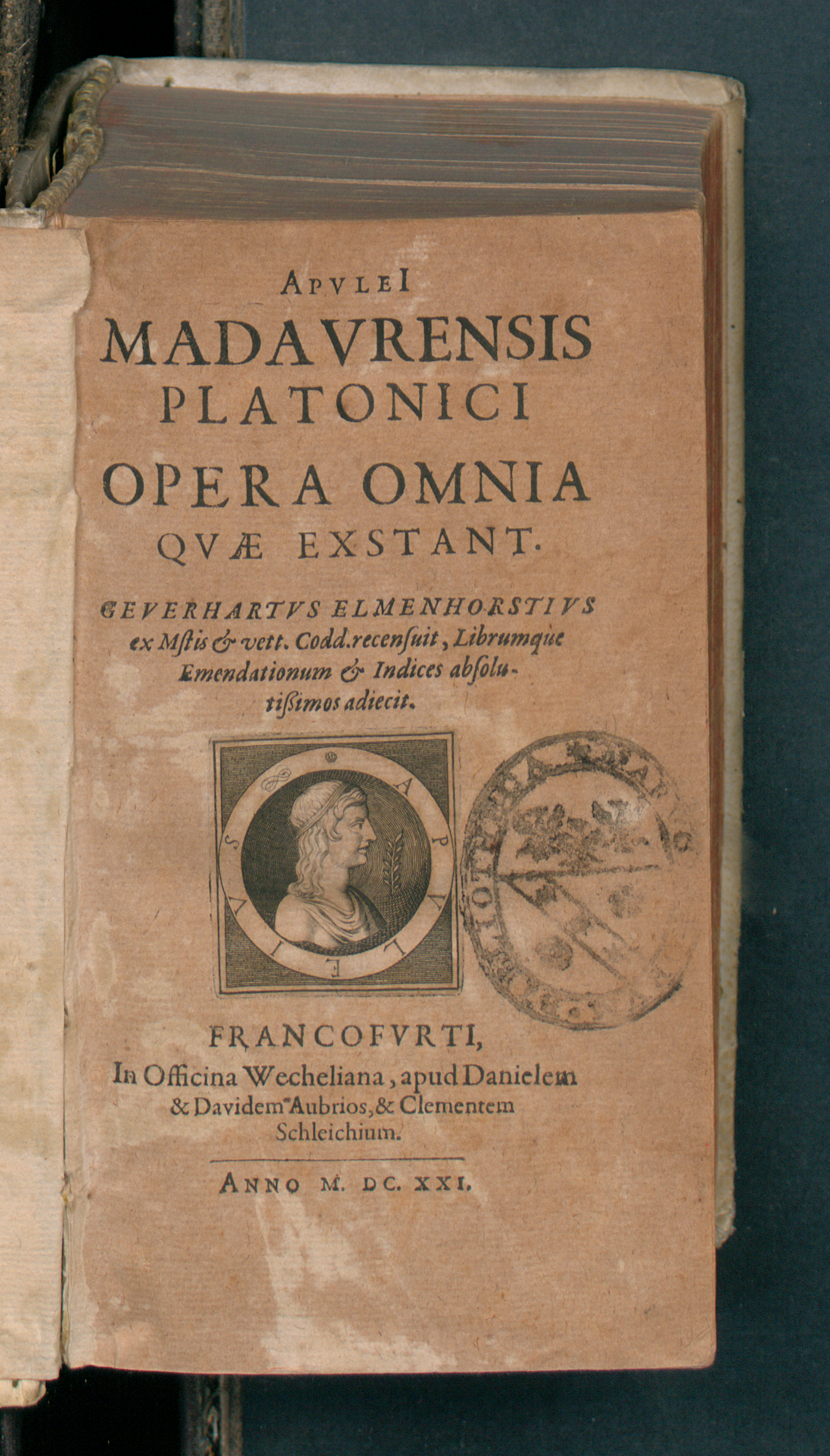
Opera omnia, 1621

Апулею належало чимало різноманітних праць, серед них поетичні твори, зокрема гімни і панегірики, нариси з історії Риму, численні промови, наукові трактати з медицини, сільського господарства, математики, рибальства, астрономії, музики, художні романи тощо. З цього значного творчого здобутку повністю збереглися лише «Апологія, або Промова на захист самого себе від обвинувачення в магії» (103 розділи) і роман «Метаморфози, або Золотий осел» (11 книг), а також уривки промов «Флориди» («Квітник»), три філософські трактати. У першому, «Про Платона і його вчення», Апулей досить поверхово викладає етичні й філософські погляди мислителя. Другий, «Про божества Сократа», письменник присвятив розгляду сократівських демонів і тій ролі, яку вони ніби відігравали як проміжні істоти між людьми й богами. В останньому трактаті, «Про світ», у популярній формі викладається одна з праць Арістотеля, що не дійшла до наших днів.

## «Апологія»
«Апологія, або Промова на захист самого себе від обвинувачення в магії» була створена за чотири дні. Значно пізніше виступу в суді Апулей доповнив її в другій частині й детально обробив. Упродовж усієї промови Апулей неодноразово вихваляє свою майстерність у багатьох галузях, ерудованість, ученість, протиставляючи їм невігластво, примітивізм мислення й мови «тупоголової хуторянщини», тобто своїх позивачів.
Написана простою мовою, сповнена прозорими й зрозумілими думками, не затемнена пишномовними риторичними прийомами чи надто складною формою, «Апологія» стала оригінальним і цікавим зразком пізнішого римського красномовства й водночас історико-літературним документом тих часів. Своєрідність її полягала і в тому, що Апулей не дотримувався в ній суворих правил композиції судових промов і за потреби сміливо відступав від них.

## Роман «Метаморфози»
Найвідомішим твором Апулея є його роман «Метаморфози» («Золотий осел») в 11-ти книгах. Епітет «золотий» не стосується змісту книги, а доданий пізніше як комплімент майстерності письменника. У романі йдеться про перетворення (метаморфози) юнака Луція на осла та навпаки, а також про його найрізноманітніші пригоди в цій подобі. У фіналі богиня Ісіда звільняє Луція від звірячої подоби, і він стає ревним служителем її культу. До перетворення Луцій жив у розпусті, неначе тварина, і лише побувавши «в шкурі» осла (тобто твариною), він перетворився на справжню людину. У творі наявні елементи еротики, фантастики, авантюри, а строкатість його змісту посилюється ще й 12-ма вставними новелами(деякі з ним часто переспівувалися, зокрема Джованні Бокаччо в знаменитому «Декамероні»). Одну з новел — про Амура і Психею використали європейські поети, художники, композитори.
Українською мовою її переклав Іван Франко.

## Українські видання
- Метаморфози, або Золотий осел / Апулей; пер. з лат.: Й. Кобів, Ю. Цимбалюк; передмова: Й. Кобів. — Київ: Дніпро, 1982. — 239 с. — (Вершини світового письменства Т. 42). [Архівовано 25 квітня 2015 у Wayback Machine.]
- Апулей, Люцій. Метаморфози, або Золотий осел: Роман / Переклад Йосипа Кобова, Юрія Цимбалюка. — Харків: Фоліо, 2004. — 319 с. — [Бібліотека світової літератури]. ISBN 966-03-2352-2